# 크리소클로리스아과
크리소클로리스아과(Chrysochlorinae)는 황금두더지과에 속하는 2개 아과 중의 하나이다.

## 하위 종
크리소클로리스아과는 6개 속, 11종으로 이루어져 있다.
- 크리소클로리스아과 (Chrysochlorinae)
  - 아렌트황금두더지속 (Carpitalpa)
    - 아렌트황금두더지 (Carpitalpa arendsi)

  - 클로로탈파속 (Chlorotalpa)
    - 듀디황금두더지 (Chlorotalpa duthieae)
    - 스클레이터황금두더지 (Chlorotalpa sclateri)

  - 크리소클로리스속 (Chrysochloris)
    - 크리소클로리스아속 (Chrysochloris)
      - 케이프황금두더지 (Chrysochloris asiatica)
      - 비사지황금두더지 (Chrysochloris visagiei)

    - 킬리마탈파아속 (Kilimatalpa)
      - 스툴만황금두더지 (Chrysochloris stuhlmanni)

  - 크리소스팔락스속 (Chrysospalax)
    - 자이언트황금두더지 (Chrysospalax trevelyani)
    - 거친털황금두더지 (Chrysospalax villosus)

  - 크립토클로리스속 (Cryptochloris)
    - 디윈턴황금두더지 (Cryptochloris wintoni)
    - 반질황금두더지 (Cryptochloris zyli)

  - 그랜트황금두더지속 (Eremitalpa)
    - 그랜트황금두더지 (Eremitalpa granti)